# NEC PC 8001
NEC PC 8001 (PC 8001) је кућни рачунар фирме NEC који је почео да се производи у Јапану током 1979. године.
Користио је uPD 780c-1 (компатибилан са Z80) микропроцесорску јединицу а РАМ меморија рачунара је имала капацитет од 16 KB (прошириво до 32 KB и 64 KB). 
Као оперативни систем кориштен је N-BASIC, CP/M опцион.

## Детаљни подаци
Детаљнији подаци о рачунару PC 8001 су дати у табели испод.
|                       | |
| 8001                  | |
| Произвођач            | |
| Тип                   | кућни рачунар                                                                                           |
| Меморија              | 16 (прошириво до 32 и 64 )                                                                              |
| Поријекло             | Јапан                                                                                                   |
| Година                | 1979 |
| Тастатура             | тастатура са пуним помаком тастера са нумеричком тастатуром, 5 функцијских тастера, стандардни распоред |
| Процесор              | |
| Фреквенција процесора | 4 |
| RAM                   | 16 (прошириво до 32 и 64 )                                                                              |
| ROM                   | 24 |
| Текст                 | 36x20, 36x25, 40x20, 40x25, 72x20, 72x25, 80x20, 80x25                                                  |
| Графика               | 160 x 100 (320 x 200 опционо)                                                                           |
| Боја                  | 8 |
| Звук                  | уграђени мали звучник                                                                                   |
| Димензије             | 440 x 265 x 80 / 4                                                                                      |
| Портови               | |
| Оперативни систем     | опцион                                                                                                  |